# Anoncus sobrinus
Anoncus sobrinus är en stekelart som först beskrevs av Holmgren 1876.  Anoncus sobrinus ingår i släktet Anoncus och familjen brokparasitsteklar. Arten är reproducerande i Sverige. Inga underarter finns listade i Catalogue of Life.